# ギア-GEAR-
『ギア-GEAR-』（ギア）は、日本で公演されている演劇作品である。京都府京都市の専用小劇場であるギア専用劇場（アートコンプレックス1928）で公演されている。
台詞が一切無いノンバーバル演劇作品であり、マイム、ブレイクダンス、マジック、ジャグリングというパフォーマンスが取り入れられ、ギミックが多く取り入れられた舞台セット、レーザー光線を用いた光学的な演出などでストーリーを表現する。

## 概要

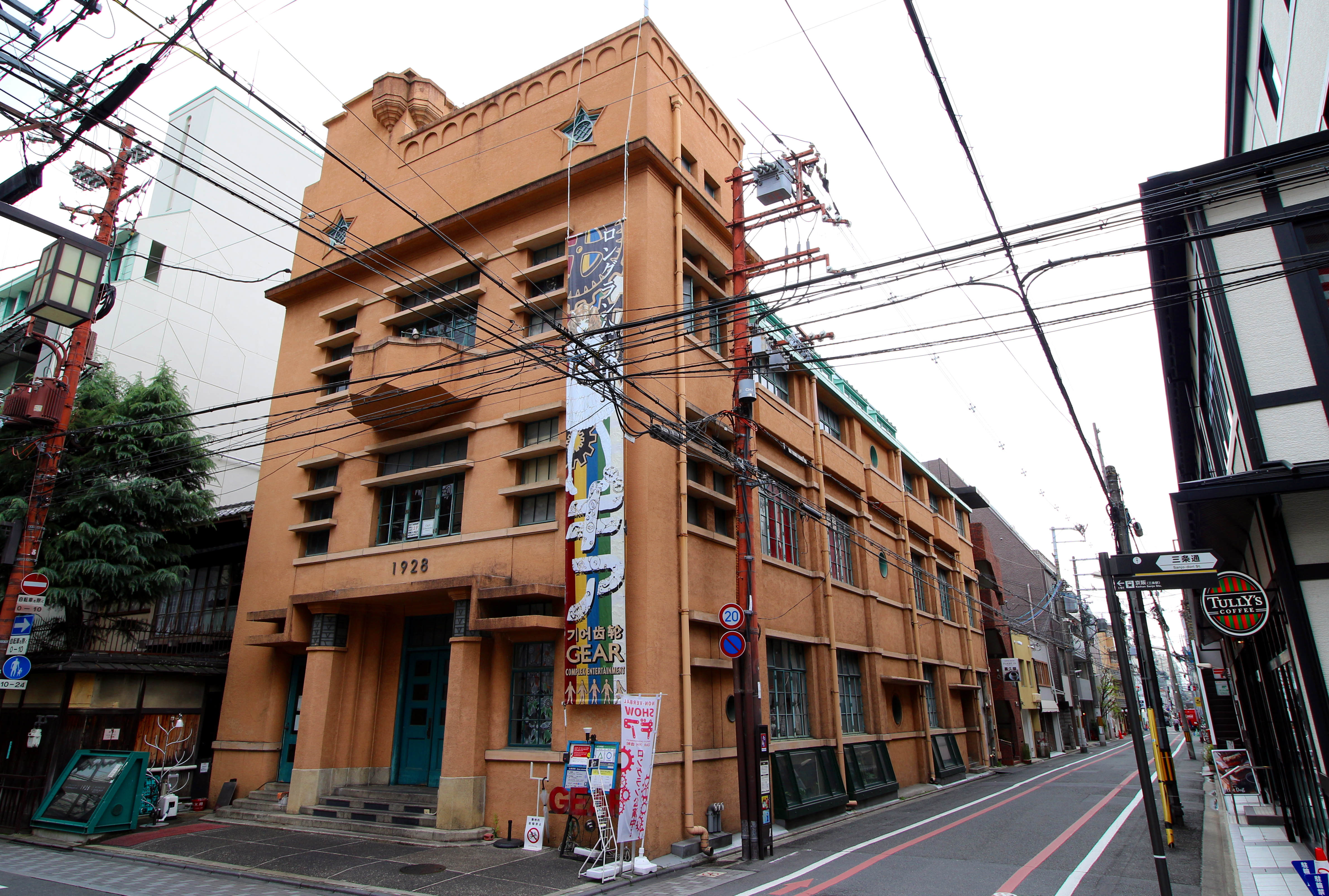
専用劇場のアートコンプレックス1928がある1928ビル

大きさや形、色の異なる歯車が噛み合い、大きなうねりを生み出す日本独特の和の文化である調和を産み出すとの意味で「ギア」と命名された。ストーリーは、荒廃した未来社会において、おもちゃ工場で働き続けるロボット「ロボロイド」をストーリーの中心に据え、かつてその工場の製品であった「ドール」も登場。人間が去ってしまったあと、ロボロイドたちは徐々に人間に近づいてゆくものの、工場の突発的な停電により機能を停止してしまう。その時、製品であるドールが「人の心」を持ってしまい、ロボロイドたちの再生を祈る、というストーリーである。あえて人間役を登場させずにロボットと人形を描くことで、このAI時代に改めて「人間」とは何か？を問う作品になっている。
基本的には専用の劇場で公演が行われ、技巧の凝らされたセット、演者の動き、パフォーマンス、光学、音響、果てには風までも使ったギミックでストーリーを表現する、台詞の無い、いわゆるノンバーバル演劇で、公演時間は90分程度。
プロデューサーは小原啓渡、企画制作はART COMPLEX。後援は京都府、京都市、京都市観光協会、京都商工会議所、京都文化交流コンベンションビューロー、KANSAI Creative Factory推進委員会、京都府教育委員会。公式サイトによれば、各パフォーマンスには一流の人材を揃えているとのこと。
2010年1月にトライアウト公演開始（大阪・道頓堀studioZAZAなど5公演）。その後2012年4月からは、京都の1928ビル（旧：大阪毎日新聞社→毎日新聞社京都支局）にある客席数100席の小劇場「アートコンプレックス1928」を『ギア-GEAR-』ロングラン公演の専用劇場とし、2024年8月現在も公演を続けている。
ロングラン公演は、当初は振るわなかったものの、口コミやリピーターにより2015年6月には1000回を達成、来場者数は小劇場ながら同年10月、7万人を越える、2022年4月に京都ロングラン10周年を迎え、2023年5月に観客動員数28万人、7月に公演回数4000回突破している。。
また本作品はノンバーバル演劇であるため、言語の壁がない。TripAdvisorによる「外国人に人気の日本の観光スポットランキング 2015」19位にランクインするなど、外国人観光客にも人気を博しているほか、子どもでも楽しめる内容となっており、4歳未満の幼児が入場できるキッズデーも設けられている。演出家は「オン・キャクヨウ」、漢字表記すれば「御客様」ということになっている。これはロングラン公演にあたり、観客からのフィードバックを重視し演出等を改善しているからだという。
2012年以降、中国、タイ等での海外イベントに参加し公演を行っているほか、2015年11月から2016年4月にかけて、ロシアのモスクワで海外公演も行われた。
2017年12月22日から、関東進出のロングラン公演として、千葉県千葉市中央区の千葉ポートスクエア内「千葉ポートシアター」で『ギア-GEAR- East Version』を開始した（初日はこけら落とし公演）。主催・運営はラオックス、後援は千葉市、bayfm。2019年9月29日に公演回数601回をもって終了した（劇場側はメンテナンスと称しているが、再開時期は未定となっている。2021年5月現在、施設内には本作品の一部看板が残っている）。

## 特徴
本作品は、歌舞伎が「歌・舞・伎（芝居）・外連（けれん）」などが見事に融合して作られている複合芸術（＝コンプレックスアート）であることをヒントに、それらの要素を現代アートに変換して創作されている。
夜の観光コンテンツが少ないと言われる京都において、本作品は新たな体験型観光コンテンツとしても注目されており、デービッド・アトキンソン著『新・観光立国論』（東洋経済新報社、2015年）にて、日本で注目される新たな取り組みの事例として紹介されている。
舞台公演では珍しく、特定の演出家を置かず、観客からのアンケートを基に合議制で作品のブラッシュアップを行っている。このため「御客様」を音読みした「オン・キャクヨウ」という架空の人物の名前が、演出家としてクレジットされている。

## 公演概要
- 2010年 1月 - 2011年 12月：道頓堀studioZAZA（大阪・心斎橋）、 クリエイティブセンター大阪（大阪・ 住之江区）、ハウステンボス（長崎）、アートコンプレックス1928（京都）の計5カ所でトライアウト公演を開催[7]。
  - 第1回は「文化庁 地域文化芸術振興プラン推進事業 オパフェ!スペシャル公演」（大阪）、第2回は「近畿経済産業局 Cool Experience in JAPAN事業」（大阪）、第4回は「文化庁 平成22年度優れた劇場・音楽堂からの創造発信事業」（大阪）として[7][2]。
- ver.1 (2012年4月 - 7月) アートコンプレックス1928にて、小劇場ロングラン公演を開始[10][7]。
- ver.2 (2012年9月 - 2013年2月) [7]
- ver.3 (2013年5月 - 2015年8月) [7]
- ver.4 (2015年9月 - 2020年3月)[7]
- ver.5 (2020年8月 - )[7]

## その他公演

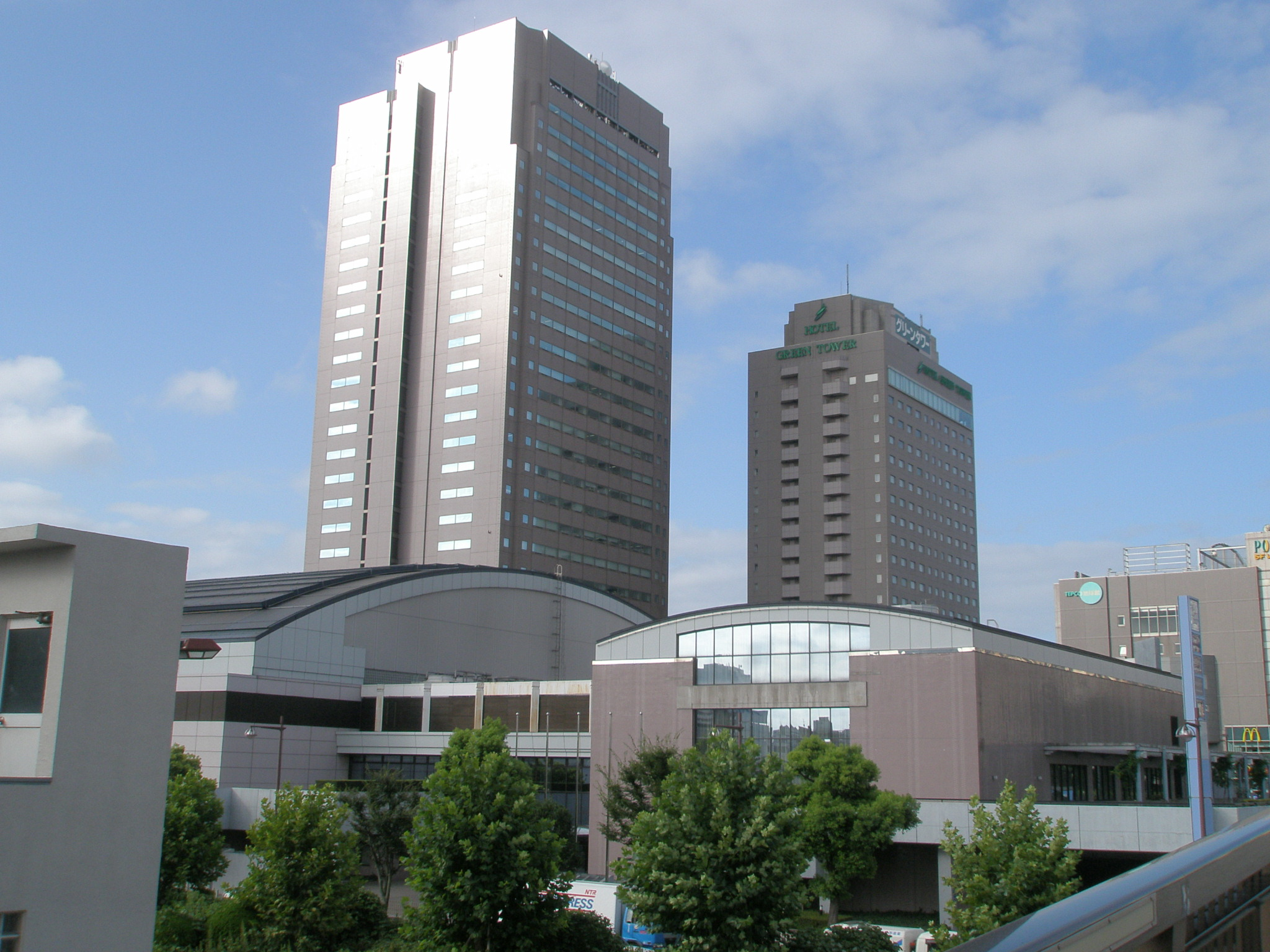
「East Version」公演劇場であった千葉ポートシアターが所在する千葉ポートスクエア

- 2012年 2月24日 - 26日：日中国交正常化40周年記念事業「元気な日本展示会」上海会場（中国・上海市）[2]
- 2012年 9月9日：第2回ALL関西フェスティバル in バンコク（タイ・バンコク）[16]
- 2014年 2月22日 - 23日：第3回ALL関西フェスティバル in クアラルンプール（マレーシア・クアラルンプール）
- 2014年 11月22日 - 23日：第14回マカオ・フード・フェスティバル 関西村ステージ（中国・マカオ）
- 2015年 2月7日 - 8日：ALL関西フェスティバル in シンガポール（シンガポール）
- 2015年 11月 - 2016年4月：ロシア公演 [7]
- 2017年 12月22日 - 2019年9月29日：『ギア-GEAR- East Version』公演（千葉県千葉市・千葉ポートスクエア「千葉ポートシアター」）
- 2019年 8月11日：2019 New Taipei City Children Art Festival（台湾・新北市）